# Phemeranthus parviflorus
Phemeranthus parviflorus är en källörtsväxtart som först beskrevs av Nuttall, och fick sitt nu gällande namn av Kiger. Phemeranthus parviflorus ingår i släktet Phemeranthus och familjen källörtsväxter. Inga underarter finns listade i Catalogue of Life.